# Einzelarbeit
Unter Einzelarbeit wird grundsätzlich das Erledigen einer Arbeit durch eine auf sich gestellte einzelne Person gemeint.

## Einzelarbeit in der Didaktik
In der Didaktik ist Einzelarbeit oder Stillarbeit eine der vier Sozialformen (Klassenunterricht (Frontalunterricht), Einzelarbeit, Partnerarbeit und Gruppenarbeit (Didaktik)), die im Unterricht der Schule eingesetzt werden können. Bei der Einzelarbeit stellt die Lehrkraft den Schülern eine Aufgabe, die dann von diesen einzeln, das heißt jeder für sich, bearbeitet und erledigt werden soll. Die Bedingungen für Einzelarbeit sind die Motivation der Schüler, Selbstkontrollmöglichkeit und Differenzierung.
- Vorteile der Einzelarbeit sind, dass die Schüler und Schülerinnen die Aufgaben im für sie passenden Tempo und Lernstil bearbeiten können. Die Aufgaben können individuell gestellt werden und an das Niveau des Einzelnen angepasst werden. Jeder Schüler und jede Schülerin ist gefordert, eigene Aktivitäten zu entwickeln, so dass Unterrichtsinhalte angewendet, geübt und vertieft werden. Es können zudem unterschiedlich schwierige Aufgabenstellungen gestellt werden.

- Nachteile der Einzelarbeit sind, dass sie zur Isolation einzelner Schüler führen kann, dass sie keine sozial-erzieherische Komponente haben und die Gefahr des Leerlaufs bergen.

Von Einzelarbeit zu unterscheiden ist die Alleinarbeit. Dabei wird eine Aufgabe vom Auszubildenden ohne eine direkte Hilfe von außen in Einzelarbeit gelöst. Es werden einzelne Arbeitsschritte und Lösungswege eigenständig erarbeitet, überdacht und auf andere Sachverhalte übertragen. Selbstbewusstsein, eigenes Handeln und Kreativität werden durch Einzelarbeit gefördert.

## Einzelarbeit als Arbeitsorganisation
Im Arbeitsstudium bezeichnet man als Einzelarbeit Arbeitsstrukturen, bei denen die Arbeiten zur vollständigen Erfüllung einer Aufgabe an einem Arbeitsplatz vereinigt sind. Sie ist zu unterscheiden von der Gruppenarbeit (Arbeitsorganisation) (siehe auch: Arbeitssystem, Arbeitsstrukturierung). In beiden Fällen geht es darum, anstelle hocharbeitsteilig Verrichtungen an dann logistisch verketten Arbeitsplätzen vorzunehmen vollständige Arbeitsaufgaben bei eigenen Dispositionsspielräumen zu bewältigen.